# Piteå högre allmänna läroverk
Piteå högre allmänna läroverk var ett läroverk i Piteå verksamt från 1858 till 1968.

## Historia
1627 inrättades en barnskola i Piteå som 1649 ombildades till en trivialskola med en apologistklass. 1820 omorganiserades skolan till en lägre lärdomsskola och apologistskola, som i samband med läroververksreformen 1849 ombildades till ett (lägre) elementarläroverk 1858 som 1879 namnändrade till Piteå lägre allmänna läroverk. 1905 ombildades skolan till en samskola, som med början 1928 ombildades till en samreakola, från 1951 med ett kommunalt gymnasium.
1956 hade gymnasiet helt förstatligats och skolan blev då Piteå högre allmänna läroverk. Skolan kommunaliserades 1966 och namnändrades då till Norrmalmsskolan där senare gymnasiedelen utbröts till Strömbackaskolan. Studentexamen gavs från 1955 till 1968 och realexamen från 1907 till 1963.
Före 1894 låg skolbyggnaden vid rådhuset och var i sin stil en kopia av rådhuset. Den 8 december 1894 invigdes en ny skolbyggnad som ligger kvar inom skolområdet för Christinaskolan. Nyare skolbyggnader uppfördes senare på 1950-talet väster om den ursprungliga.